# USS Bonhomme Richard (LHD-6)
Pour les articles homonymes, voir Bonhomme Richard.
Pour les autres navires du même nom, voir USS Bonhomme Richard.
Le USS Bonhomme Richard (LHD-6) est un Landing Helicopter Dock de classe Wasp de l'US Navy.
Lancé en 1997, il est perdu en 2020 à la suite d'un grave incendie qui s'est déclaré le 12 juillet 2020, sur le pont inférieur alors que le navire est en maintenance à la base navale de San Diego. Les pompiers ne réussissent à l'éteindre totalement que le 16 juillet 2020. Des dizaines de marins et civils sont blessés dans l'incendie, ainsi que 63 pompiers, une enquête étant lancée pour en déterminer la cause. Le 30 novembre 2020, l'US Navy annonce que le navire ne sera pas réparé, et sera retiré du service, les coûts de réparation étant trop importants au regard de son âge.

## Construction et lancement
Le principal rôle de ce navire est d'appuyer une force de débarquement de Marines. Il est le troisième navire à porter ce nom dans la flotte américaine, en l'honneur de la frégate éponyme de John Paul Jones, elle-même nommée en l'honneur de Benjamin Franklin. Ce navire fut construit par le chantier naval Ingalls de Pascagoula, dans le Mississippi.

## Carrière opérationnelle
L'USS Bonhomme Richard est, en 2012, le navire amiral de l'Expeditionary Strike Group 3 (en).

### Incidents

#### Crash d'un avion Osprey en 2017
Le 5 août 2017, un MV-22B Osprey du Corps des Marines des États-Unis s'abîme en mer après avoir décollé de l'USS Bonhomme Richard pour participer à l'exercice aéronaval international Talisman Saber, tuant trois des vingt-six soldats à bord. L'avion cherchait à rejoindre le pont d'envol de l'USS Green Bay (LPD-20). Les recherches ont été confiées à la Royal Australian Navy, qui ne retrouva les corps que trois semaines plus tard.

#### Incendie de juillet 2020

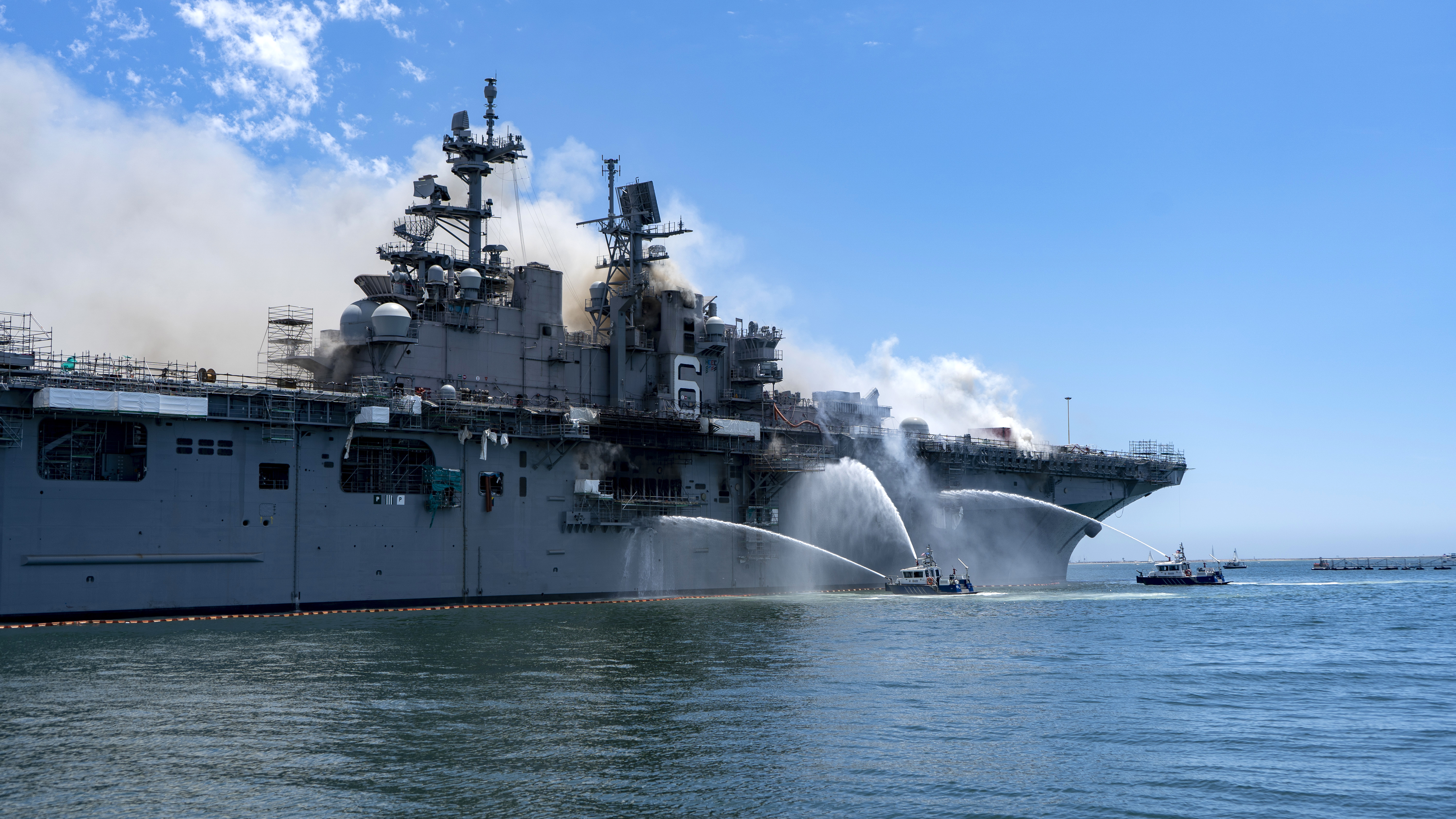
Bateaux-pompes luttant contre l'incendie à bord du Bonhomme Richard.

Le 12 juillet 2020 vers 8 h 50, une explosion retentit sur le navire alors qu'il est en opération de maintenance dans la base navale de San Diego. Un feu se déclare sans que le système de sécurité incendie ne se déclenche, celui-ci ayant été désactivé pendant la maintenance. Selon le rear admiral Philip Sobeck, commandant de l'Expeditionary Strike Group 3, le feu est alimenté par du papier, du tissu et d'autres matériaux, mais pas par du carburant ou d'autres matières dangereuses.
Le jour même, 17 marins et quatre civils sont transportés à l'hôpital pour des blessures ne mettant pas leurs vies en danger, cinq restent en hospitalisation pour la nuit mais tous en sortent le lendemain. Au 14 juillet, 61 blessés sont recensés, la plupart traités pour des blessures mineures, notamment dues à l'exposition à la chaleur ou à l'inhalation de fumées,.
Le 16 juillet 2020, la Navy annonce que le feu est éteint, cinq jours après qu'il s'est déclaré. L'incident provoque en tout 63 blessés (40 marins et 23 civils), sans nouvelle hospitalisation,.
Le 30 novembre, le vice-amiral Eric Ver Hage, directeur de l’entretien de la modernisation des navires de surface, annonce que le bâtiment ne sera pas réparé, les coûts de réparation ou de transformation étant trop importants au regard de son âge. Le chantier de démantèlement ne pourra démarrer avant plusieurs mois, quatre enquêtes étant en cours pour déterminer les causes et les responsabilités de l'incident.
Le navire a été officiellement retiré du service début avril 2021 et a quitté San Diego en remorque le 15 avril. Il est vendu pour 3,66 millions de dollars à International Shipbreaking, une entreprise de démolition navale située à Brownsville au Texas, où il est arrivé à la fin du mois de mai.
Le 29 juillet 2021, un marin de l'équipage, Ryan Sawyer Mays, est accusé d'incendie criminel. Il est acquitté le 30 septembre 2022.

## Dans la culture populaire
Le navire et des membres de l'équipage apparaissent dans des scènes du film Act of Valor (2012).